# Wufutempel van Luzhu
De Wufutempel van Luzhu is een daoïstische tempel in Wufucun, Luzhu, Taoyuan (shì), Republiek China (Taiwan). In de tempel wordt de Caishen Zhao Xuanlang geëerd. Op 19 augustus 1985 werd de tempel op de lijst van beschermde erfgoederen geplaatst.

## Geschiedenis
In 1661, toen Koxinga met zijn leger in het noorden van Taiwan kwam, was er een legerkamp op de plaats van de tempel. Een soldaat had een beeld van Zhao Xuanlang bij zich vereerd werd met het branden van wierookstokjes. Toen het leger vertrok, vergat de soldaat het beeld te nemen. 's avonds zagen dorpelingen in het gebied iets dat licht gaf. Ze kwamen op het beeld af en vonden dat hier een mirakel plaatsvond. In 1745 werd de tempel op deze plaats gebouwd onder de naam Xuantanmiao/玄坛庙 of Yuanshuaimiao/元帅庙.